# Fausto Francisco de Palafox
Fausto Francisco de Palafox y Pérez de Guzmán el Bueno (Madrid, 5 d'octubre de 1731-ídem, 5 d'abril de 1788), VII marquès d'Ariza i de la Guardia, va ser un noble espanyol.
Nascut a Madrid a finals de 1731, fill de Joaquín de Palafox i de Rosa Pérez de Guzmán el Bueno, va rebre baptisme a la parròquia de San Andrés pocs dies després del seu naixement. Va servir durant molts anys com a gentilhome de cambra del rei d'Espanya Carles III, més tard va ser destinat a les cambres del príncep d'Astúries i, finalment, va ser nomenat cavallerís major d'una de les infantes. Aquests serveis van suposar que el 1776 rebés el collar de la Gran Creu de l'Orde de Carles III, i el 23 d'abril de 1780, el Toisó d'Or. Va morir a la capital espanyola el 5 d'abril de 1788. El marquès va casar-se dues vegades, primer amb María Teresa de Silva y Bazán, filla dels marquesos de Santa Cruz, i en segones núpcies, amb María Joaquina Fernández de Heredia, filla dels marquesos de Barboles.